# NGC 6048
NGC 6048 је елиптична галаксија у сазвежђу Мали медвед која се налази на NGC листи објеката дубоког неба.
Деклинација објекта је + 70° 41' 20" а ректасцензија 15h 57m 30,2s. Привидна величина (магнитуда) објекта NGC 6048 износи 12,3 а фотографска магнитуда 13,3. NGC 6048 је још познат и под ознакама UGC 10124, MCG 12-15-38, CGCG 338-32, PGC 56484.